# Nyctemera elzuniaekruscheae
Nyctemera elzuniaekruscheae là một loài bướm đêm thuộc phân họ Arctiinae, họ Erebidae.